# Tantilla taeniata
Tantilla taeniata (центральноамериканська багатоніжкова змія) — вид змій родини полозових (Colubridae). Мешкає в Центральній Америці.

## Поширення і екологія
Центральноамериканські багатоніжкові змії мешають в Гватемалі, Сальвадорі, Гондурасі і північному Нікарагуа. Вони живуть у вологих і сухих субтропічних і тропічних лісах, трапляються на кавових плантаціях. Зустрічаються на висоті до 1280 м над рівнем моря. Ведуть денний, наземний, напівриючий спосіб життя, відкладають яйця.